# Guy-Concordia (Metro Montreal)

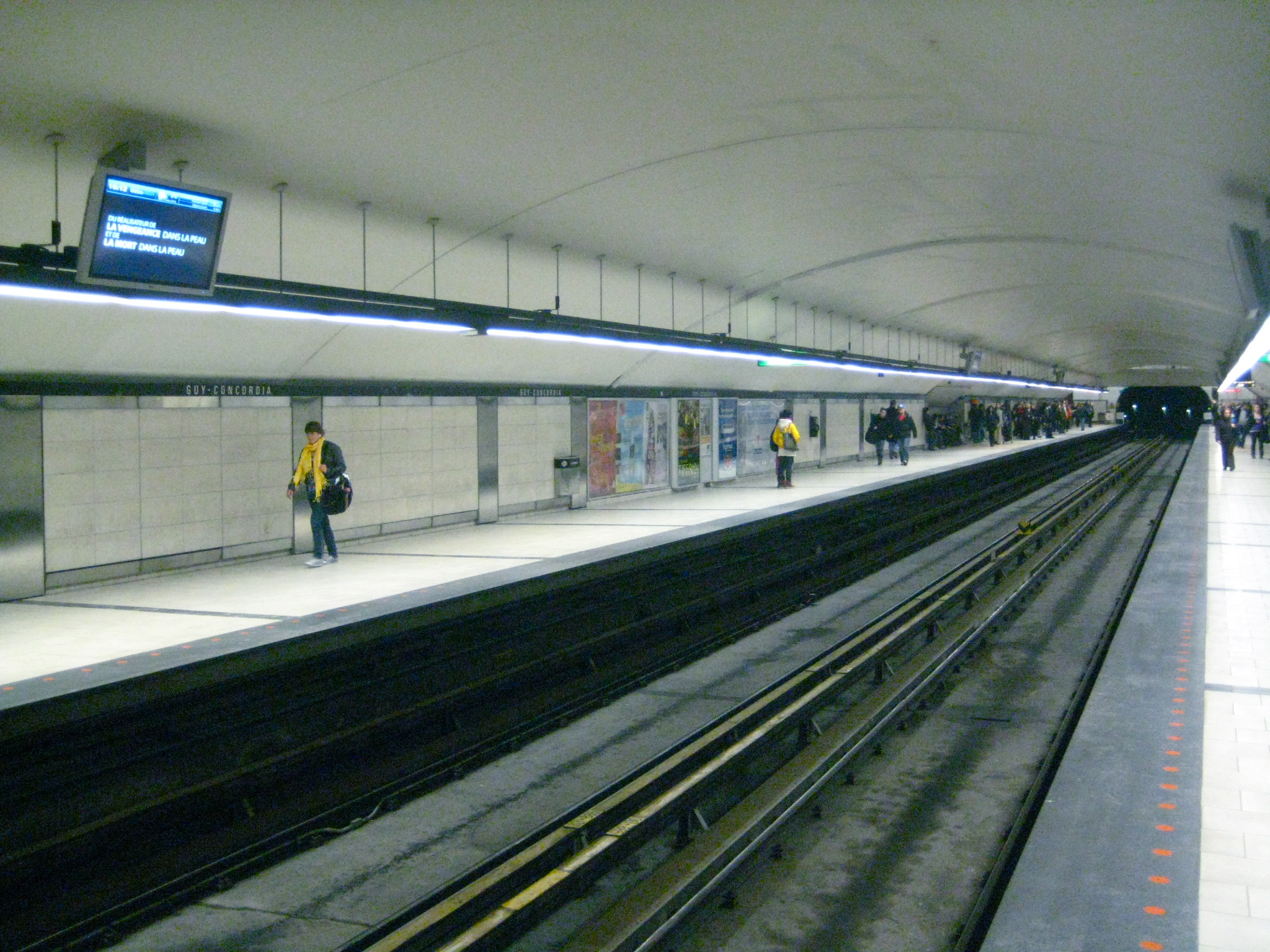
Blick auf die Bahnsteige, 2010

Guy-Concordia ist eine U-Bahn-Station in Montreal. Sie befindet sich im Arrondissement Ville-Marie an der Kreuzung von Boulevard De Maisonneuve und Rue Guy. Hier verkehren Züge der grünen Linie 1. Im Jahr 2019 nutzten 10.205.552 Fahrgäste die Stationk, was dem dritten Rang unter den insgesamt 68 Stationen der Metro Montreal entspricht.

## Bauwerk

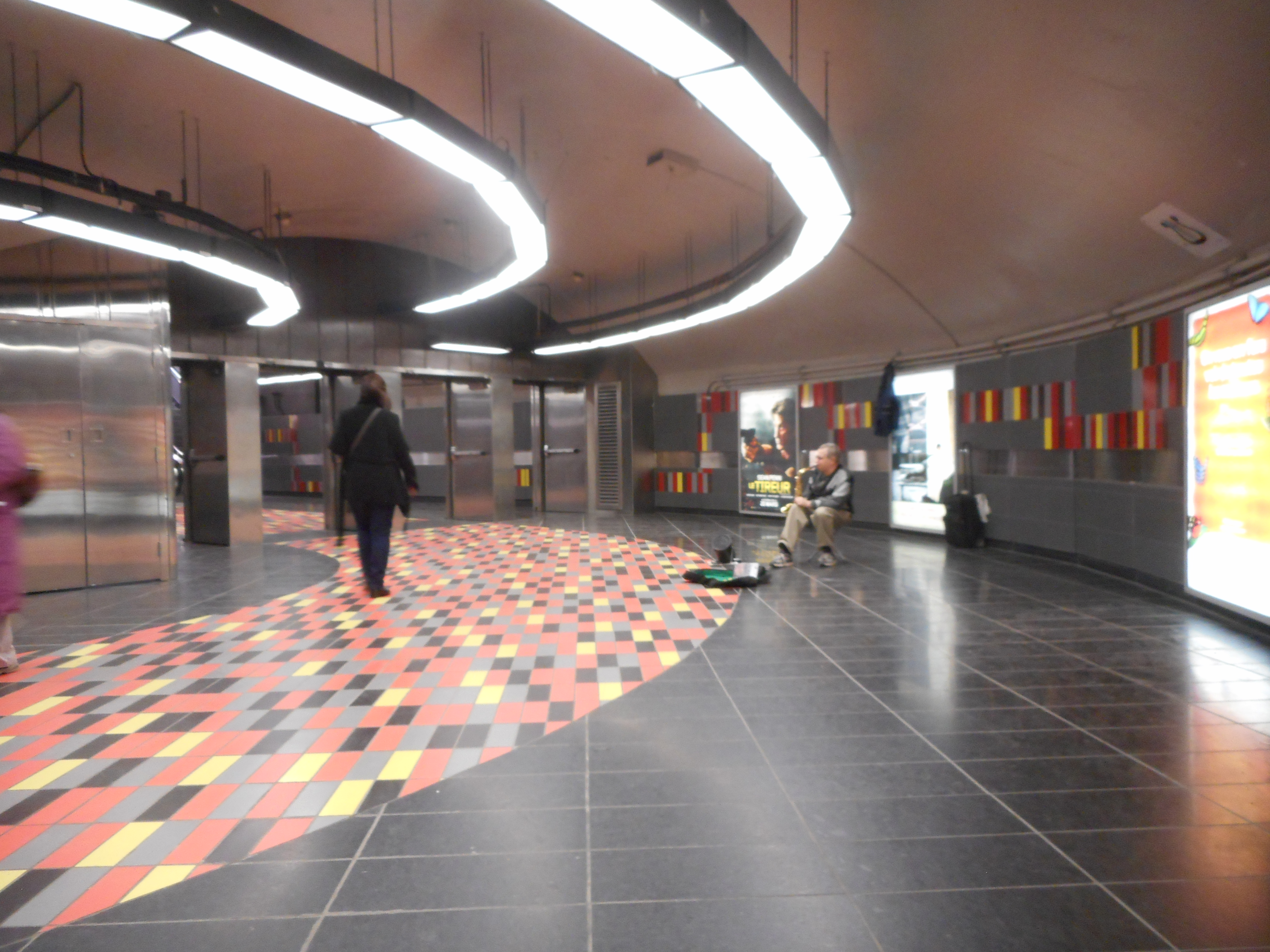
Eingangshalle

Die von J. A. Chicoine entworfene Station erschließt den südwestlichen Rand des zentralen Geschäftsviertels und wurde als Tunnelbahnhof in einem eher schlichten Design errichtet. In 19,2 Metern Tiefe befindet sich die Bahnsteigebene mit zwei Seitenbahnsteigen. Die Entfernungen zu den benachbarten Stationen, jeweils von Stationsende zu Stationsanfang gemessen, betragen 681,54 Meter bis Atwater und 593,14 Meter bis Peel. Quer über der Bahnsteigebene liegt die Verteilerebene mit mehreren Läden. Ursprünglich waren die Wände mit orange-braunen Fliesen verkleidet, die später durch glasierte weiße Fliesen ersetzt wurden. Es gibt zwei Ein- und Ausgänge am Boulevard De Maisonneuve und an der Rue Guy. Von Dezember 2011 bis August 2012 wurde die Station einer umfassenden Renovierung unterzogen.
Es bestehen Anschlüsse zu acht Buslinien und drei Nachtbuslinien der Société de transport de Montréal. Die Station Guy-Concordia ist zwar Teil der Montrealer Untergrundstadt, ist aber nicht mit deren Hauptsegment verbunden. Unterirdisch zu Fuß können verschiedene Gebäude der Concordia University erreicht werden. Zu den Sehenswürdigkeiten in der Umgebung gehören das Musée des beaux-arts de Montréal, der Freimaurertempel und das Einkaufszentrum Faubourg Sainte-Catherine. Beim Ausgang an der Rue Guy befindet sich ein kleiner Platz mit einer Statue, die den Arzt Norman Bethune darstellt.

## Geschichte
Die Eröffnung der Station erfolgte am 14. Oktober 1966, zusammen mit dem Teilstück zwischen Atwater und Papineau. Guy-Concordia gehört somit zum Grundnetz der Montrealer Metro. Namensgeber der Station ist die Rue Guy. Diese wiederum ist benannt nach dem Grundbesitzer Étienne Guy, der Montreal in der Legislativversammlung von Niederkanada vertrat. 1815 schenkte er der Stadt ein Stück Land, um darauf die Straße bauen zu können. In den ersten zwei Jahrzehnten hieß die Station schlicht Guy. Sie erhielt am 1. Januar 1988 den Namenszusatz Concordia, um auf die 1974 gegründete Concordia University aufmerksam zu machen.